# Leif Garrett
Leif Per Nervik, conocido artísticamente como Leif Garrett (Hollywood, 8 de noviembre de 1961), es un actor y cantante estadounidense.

## Biografía
Hijo de la guionista Carolyn Stellar y Rik Nervik y hermano de la actriz Dawn Lyn, debutó en el cine a la edad de 8 años en la película Bob & Carol & Ted & Alice. En 1975, a la edad de 14 años, es contratado para protagonizar la serie de televisión Three for the Road, junto a Alex Rocco y Vincent Van Patten.
Decidió dedicarse a la música y firmó un contrato con Atlantic Records, editando su primer álbum, Leif Garrett, en 1977. El mayor éxito le llega en 1978 con el tema I Was Made For Dancin', que alcanzó el puesto 10 de los más vendidos de Estados Unidos, el 4 en el Reino Unido y el número 1 en España. Hasta 1981 publica un álbum anual y durante ese tiempo se convierte en uno de los cantantes más populares del panorama musical, siendo uno de los más paradigmáticos exponentes de lo que se conoce como fenómeno de las fans.
Regresó a la interpretación en 1983, formando parte del elenco de actores que intervinieron en la película The Outsiders, de Francis Ford Coppola, junto a, entre otros, Tom Cruise, Patrick Swayze y Diane Lane.
En 1979, poco antes de cumplir los dieciocho años, tuvo un accidente cuando conducía su coche, y como resultado, su acompañante, Roland Winkler, quedó parapléjico. Se vio obligado a compensarle con el pago de 7 millones de dólares en compensación por los daños sufridos. El 14 de enero de 2006 fue arrestado en Los Ángeles, California, por posesión de drogas y fue sentenciado a 90 días en prisión. De nuevo fue arrestado en 2010 por posesión de heroína. En 2010 participó en el reality show Celebrity Rehab with Dr. Drew.
Ha mantenido relaciones sentimentales con las actrices Nicollette Sheridan (1979-1985) y Justine Bateman.

## Filmografía
- Bob & Carol & Ted & Alice (1969)
- Walking Tall (1973)
- Peopletoys (Devil Times Five) (1974)
- Macon County Line (1974)
- Walking Tall Part 2 (1975)
- God's Gun as Johnny (1976)
- Paper Tigers (1977)
- Kid Vengeance (1977)
- Walking Tall: Final Chapter (1977)
- Peter Lundy and the Medicine Hat Stallion (1977)
- Skateboard (1978)
- Sgt. Pepper's Lonely Hearts Club Band (1978)
- Longshot (1981)
- The Outsiders (1983)
- Shaker Run (1985)
- Thunder Alley (1985)
- Delta Fever (1987)
- Cheerleader Camp (1987)
- Party Line (1988)
- The Banker (1989)
- The Spirit of '76 (1990)
- Dominion (1995)
- The Whispering (1996)
- The Next Tenant (1998)
- I Woke Up Early the Day I Died (1998)
- The Art of a Bullet (1999)
- Dickie Roberts: Former Child Star (2003)
- Popstar (2005)
- Fish Mich (2009)

## Discografía

### Álbumes
- 1977 - Leif Garrett - EE. UU. N.º 37
- 1978 - Feel the Need - EE. UU. N.º 34
- 1979 - Same Goes for You - EE. UU. N.º 129
- 1980 - Can't Explain - EE. UU. N.º 185
- 1981 - My Movie of You
- 1998 - The Leif Garrett Collection
- 2003 - F8
- 2007 - Three Sides of...

### Sencillos
| Año  | Sencillo                            | Ventas  | Ventas    | Ventas | Ventas | Ventas   |
| Año  | Sencillo                            | EE. UU. | Australia | R. U.  | Japón  | Alemania |
| ---- | ----------------------------------- | ------- | --------- | ------ | ------ | -------- |
| 1976 | "I Go To Pieces"                    | -       | -         | -      | -      | -        |
| 1976 | "Come Back When You Grow Up"        | -       | -         | -      | -      | -        |
| 1977 | "Surfin' U.S.A."                    | 20      | 2         | -      | -      | 6        |
| 1978 | "Put Your Head On My Shoulder"      | 58      | 24        | -      | -      | -        |
| 1978 | "Runaround Sue"                     | 13      | 8         | -      | -      | 19       |
| 1978 | "The Wanderer"                      | 49      | -         | -      | -      | -        |
| 1979 | "I Was Made For Dancin'"            | 10      | 2         | 4      | 12     | 10       |
| 1979 | "Sheila"                            | -       | 63        | -      | -      | -        |
| 1979 | "Feel The Need"                     | 57      | 97        | 38     | 72     | 43       |
| 1979 | "When I Think of You"               | 78      | -         | -      | -      | -        |
| 1980 | "I Was Looking For Someone To Love" | 78      | -         | -      | -      | -        |
| 1980 | "Memorize Your Number"              | 60      | -         | -      | -      | -        |
| 1980 | "New York City Nights"              | -       | -         | -      | 56     | -        |
| 1981 | "Runaway Rita"                      | 84      | -         | -      | -      | -        |
| 1981 | "Uptown Girl"                       | -       | -         | -      | -      | 74       |